# قرار مجلس الأمن التابع للأمم المتحدة رقم 1527
قرار مجلس الأمن التابع للأمم المتحدة رقم 1527، المتخذ بالإجماع في 4 شباط / فبراير 2004، بعد التذكير بالقرارات السابقة بشأن الحالة في كوت ديفوار (ساحل العاج)، ولا سيما القرارات 1464 (2003) و1498 (2003) و1514 (2003)، مدد المجلس ولاية بعثة الأمم المتحدة في كوت ديفوار حتى 27 فبراير 2004.
وأعاد مجلس الأمن تأكيد دعمه لاتفاق ليناس - ماركوسي وتنفيذه بالكامل. وأشاد بالجماعة الاقتصادية لدول غرب أفريقيا والقوات الفرنسية لجهودها الرامية إلى تشجيع التوصل إلى تسوية سلمية في كوت ديفوار، لكنه أشار إلى التحديات القائمة في تحقيق الاستقرار في البلاد.
بموجب الفصل السابع من ميثاق الأمم المتحدة، تم تمديد ولاية بعثة الأمم المتحدة في كوت ديفوار إلى جانب الإذن الممنوح للجماعة الاقتصادية لدول غرب أفريقيا والقوات الفرنسية العاملة في البلاد. وفي غضون ذلك، طُلب من الأمين العام كوفي عنان التحضير لنشر بعثة حفظ سلام في كوت ديفوار في غضون خمسة أسابيع بعد قرار من المجلس.

## روابط خارجية
- نص القرار في undocs.org